# Дуже коротке введення
Дуже коротке введення (англ. A Very Short Introduction) — книжкова серія, що з 1995 випускається видавництвом «Оксфорд Юніверсіті Прес».
Кожен випуск серії становить коротке введення до предмету, зазначеного у його заголовку, призначений для широкої аудиторії та написаний експертом у відповідній галузі.
Обсяг книг — від 96 до 224 сторінок, автори намагаються вкластись у певний стандарт для серії — 150 сторінок.
Кожен випуск має м'яку обкладинку та розмір 11×17 см.
Книги зазвичай є збалансованими, хоч іноді їх автори можуть представляти і особисту точку зору. Серія розрахована на дуже широке коло читачів, внаслідок чого використання академічного жаргону в ній зведено до мінімуму.
2016 року побачив світ 500-й випуск серії. На той момент продажі книг серії сягнули 8-мільйонної позначки та були перекладені на 50 мов світу.
Окфорд створив онлайн-платформу для цієї серії, яка забезпечує плантий доступ користувачів до всіх книг.
Більшість книг були написані спеціально для цієї серії, але деякі з книг були взяті з попередніх серій видавництва.
2006 року були випущені шість коробкових наборів. Кожен з наборів становив колекцію з п'яти книг з певної темі разом із рекламною книгою «Дуже короткий вступ до всього».
Для зручності категоризації всі випуски серії відносяться до одного з п'яти модулів, кожен з яких має власну структуру тем:
- Мистецтва та гуманітарні науки (англ. Arts and Humanities)
- Наука та математика (англ. Science and Mathematics)
- Суспільні науки (англ. Social Sciences)
- Право (англ. Law)
- Медицина та здоров'я (англ. Medicine and Health)

## Випуски серії
1. Антикознавство
2. Музика
3. Буддизм
4. Теорія літератури
5. Індуїзм
6. Психологія
7. Іслам
8. Політика
9. Теологія
10. Археологія
11. Юдаїзм
12. Соціологія
13. Коран
14. Біблія
15. Соціальна та культурна антропологія
16. Історія
17. Римська Британія
18. Англосаксонський період
19. Середньовічна Британія[en]
20. Тюдори
21. Британія Стюартів
22. Британія XVIII століття
23. Британія XIX століття
24. Британія XX століття
25. Гайдеггер
26. Антична філософія
27. Сократ
28. Маркс
29. Логіка
30. Декарт
31. Макіавеллі
32. Арістотель
33. Г'юм
34. Ніцше
35. Дарвін
36. Європейський Союз
37. Ґанді
38. Августин
39. Інтелект
40. Юнг
41. Будда
42. Павло
43. Континентальна філософія
44. Галілей
45. Фрейд
46. Вітгенштайн
47. Індійська філософія
48. Руссо
49. Гегель
50. Кант
51. Космологія
52. Наркотики
53. Російська література
54. Французька революція
55. Філософія
56. Барт
57. Права тварин
58. К'єркегор
59. Расселл
60. Шекспір
61. Клаузевіц
62. Шопенгауер
63. Російська революція
64. Гоббс
65. Етнічна музика
66. Математика
67. Філософія науки
68. Криптографія
69. Квантова теорія
70. Спіноза
71. Теорія вибору
72. Архітектура
73. Постструктуралізм
74. Постмодернізм
75. Демократія
76. Імперія
77. Фашизм
78. Тероризм
79. Платон
80. Етика
81. Емоція
82. Північна Ірландія
83. Теорія мистецтва
84. Лок
85. Сучасна Ірландія
86. Глобалізація
87. Холодна війна
88. Історія астрономії
89. Шизофренія
90. Земля
91. Енгельс
92. Державний лад Британії
93. Мовознавство
94. Кельти
95. Ідеологія
96. Преісторія
97. Політична філософія
98. Постколоніалізм
99. Атеїзм
100. Еволюція
101. Молекули
102. Історія мистецтв
103. Досократична філософія
104. Хімічні елементи
105. Дадаїзм і сюрреалізм
106. Єгипетський міф
107. Християнське мистецтво
108. Капіталізм
109. Фізика елементарних частинок
110. Свобода волі
111. Міф
112. Стародавній Єгипет
113. Ієрогліфи
114. Медична етика
115. Кафка
116. Анархізм
117. Антична війна
118. Глобальне потепління
119. Християнство
120. Сучасне мистецтво
121. Свідомість
122. Фуко
123. Громадянська війна в Іспанії
124. Маркіз де Сад
125. Габермас
126. Соціалізм
127. Сон
128. Динозаври
129. Мистецтво Ренесансу
130. Буддійська етика
131. Трагедія
132. Сикхізм
133. Історія часу
134. Націоналізм
135. Світова організація торгівлі
136. Дизайн
137. Вікінги
138. Скам'янілості
139. Журналістика
140. Хрестові походи
141. Фемінізм
142. Антропогенез
143. Сувої Мертвого моря
144. Мозок
145. Глобальні катастрофи
146. Сучасне мистецтво
147. Філософія права
148. Відродження
149. Англіканство
150. Римська імперія
151. Фотографія
152. Психіатрія
153. Екзистенціалізм
154. Перша світова війна
155. Фундаменталізм
156. Економіка
157. Міграція населення
158. Ньютон
159. Хаос[en]
160. Історія Африки
161. Расизм
162. Кабала
163. Права людини
164. Міжнародні відносини
165. Президент США
166. Велика депресія та Новий курс
167. Антична міфологія
168. Новий Заповіт як літературний твір
169. Політичні партії[en] та виборча система США
170. Бестселери
171. Геополітика
172. Антисемітизм
173. Теорія ігор
174. ВІЛ/СНІД
175. Документальний фільм
176. Сучасний Китай
177. Квакери
178. Німецька література
179. Ядерна зброя
180. Право
181. Старий Завіт
182. Галактики
183. Мормонізм
184. Релігія в США[en]
185. Географія
186. Сенс життя
187. Сексуальність
188. Нельсон Мандела
189. Наука і релігія
190. Відносність
191. Історія медицини
192. Громадянство
193. Історія життя
194. Пам'ять
195. Аутизм
196. Статистика
197. Шотландія
198. Католицизм
199. Організація Об'єднаних Націй
200. Свобода слова
201. Новозавітні апокрифи
202. Сучасна Японія
203. Лінкольн
204. Надпровідність
205. Ніщо
206. Біографія
207. Радянський Союз
208. Письмо та писемність
209. Комунізм
210. Мода
211. Криміналістична експертиза
212. Пуританство
213. Реформація
214. Тома Аквінський
215. Пустелі
216. Норманське завоювання Англії
217. Біблійна археологія
218. Президентство Рейгана
219. Книга Мормона
220. Історія ісламу
221. Конфіденційність
222. Неолібералізм
223. Прогресивізм
224. Епідеміологія
225. Інформація
226. Закони термодинаміки
227. Інновації
228. Відьомство
229. Новий Заповіт
230. Французька література
231. Музика до фільму
232. Друїди
233. Німецька філософія
234. Реклама
235. Судова психологія
236. Модернізм
237. Лідерство
238. Християнська етика
239. Токвіль
240. Ландшафти та геоморфологія
241. Іспанська література
242. Дипломатія
243. Індіанці Північної Америки
244. Конгрес США
245. Романтизм
246. Утопізм
247. Блюз
248. Кейнс
249. Англійська література
250. Агностицизм
251. Аристократія
252. Мартін Лютер
253. Майкл Фарадей
254. Планети
255. П'ятдесятництво
256. Гуманізм
257. Фольклор
258. Пізня античність
259. Геній
260. Числа
261. Магомет
262. Краса
263. Критична теорія
264. Організації
265. Давня музика
266. Наукова революція
267. Карцинома
268. Ядерна енергетика
269. Язичництво
270. Ризик
271. Наукова фантастика
272. Геродот
273. Сумління
274. Імміграція до США[en]
275. Ісус
276. Віруси
277. Протестантизм
278. Дерріда
279. Божевілля
280. Біологія розвитку
281. Словники
282. Глобальна економічна історія[en]
283. Мультикультуралізм
284. Економіка довкілля[en]
285. Клітина
286. Стародавня Греція
287. Ангели
288. Дитяча література
289. Періодична система хімічних елементів
290. Сучасна Франція
291. Реальність
292. Комп'ютер
293. Царство тварин
294. Латиноамериканська література колоніального періоду
295. Сон
296. Ацтеки
297. Культурна революція в Китаї
298. Сучасна латиноамериканська література
299. Магія
300. Фільм
301. Конкістадори
302. Китайська література
303. Стовбурові клітини
304. Італійська література
305. Історія математики
306. Верховний суд США
307. Чума
308. Історія Росії
309. Інженерія
310. Імовірність
311. Річки
312. Рослини
313. Анестезія
314. Монголи
315. Диявол
316. Об'єктивність
317. Магнетизм
318. Тривога
319. Австралія
320. Мови
321. Велика хартія вольностей
322. Зірки
323. Антарктика
324. Радіоактивність
325. Довіра
326. Метафізика
327. Римська республіка
328. Кордони
329. Готика
330. Робототехніка
331. Цивільне будівництво
332. Оркестр
333. Управління
334. Історія США
335. Мережі
336. Духовність
337. Праця
338. Мученицька смерть
339. Колонізація Америки
340. Растафаріанство
341. Комедія
342. Авангардизм
343. Думка
344. Наполеонівські війни
345. Медичне право
346. Риторика
347. Освіта
348. Мао
349. Конституція Великої Британії
350. Політична система США
351. Шовковий шлях
352. Бактерії
353. Симетрія
354. Морська біологія
355. Британська імперія
356. Троянська війна
357. Мальтус
358. Клімат
359. Ізраїльсько-палестинський конфлікт
360. Щастя
361. Діаспора
362. Сучасна художня література[en]
363. Сучасна війна
364. Біт-покоління
365. Соціолінгвістика
366. Їжа
367. Фрактали
368. Менеджмент
369. Міжнародна безпека
370. Астробіологія
371. Причинний зв'язок
372. Підприємництво
373. Тибетський буддизм
374. Стародавній Близький Схід
375. Історія правової системи США
376. Етномузикологія
377. Африканські релігії
378. Гумор
379. Сімейне право
380. Льодовиковий період
381. Революції
382. Класична література
383. Бухгалтерський облік
384. Зуби
385. Фізична хімія
386. Мікроекономіка
387. Ландшафтна архітектура
388. Око
389. Етруски
390. Харчування
391. Коралові рифи
392. Комплексність
393. Олександр Великий
394. Гормони
395. Конфуціанство
396. Рабство в Америці
397. Афроамериканська релігія[en]
398. Бог
399. Гени
400. Знання
401. Структурна інженерія
402. Театр
403. Мистецтво та архітектура Стародавнього Єгипту
404. Середньовіччя
405. Матеріали
406. Мінерали
407. Мир
408. Іран
409. Друга світова війна
410. Дитяча психологія
411. Спорт
412. Дослідження
413. Мікробіологія
414. Корпоративна соціальна відповідальність
415. Любов
416. Психотерапія
417. Хімія
418. Анатомія людини
419. Дикий Захід
420. Історія політичної системи США
421. Ритуал
422. Історія жінок у США[en]
423. Данте
424. Стародавня Ассирія
425. Тектоніка плит
426. Корупція
427. Паломництво
428. Оподаткування
429. Кримінальна художня література[en]
430. Мікроскопія
431. Ліси
432. Соціальна робота
433. Інфекційне захворювання
434. Лібералізм
435. Психоаналіз
436. Американська революція
437. Візантія
438. Ядерна фізика
439. Соціальна психологія
440. Вода
441. Кримінальне судочинство
442. Середньовічна література
443. Просвітництво
444. Гори
445. Ісламська філософія
446. Світло
447. Алгебра
448. Герменевтика
449. Міжнародне право
450. Супутники
451. Звук
452. Епікурейство
453. Чорні діри
454. Тіло людини
455. Гриби
456. Історія хімії
457. Екополітика
458. Сучасна драматургія
459. Мексиканська революція
460. Батьки-засновники США
461. Голлівуд
462. Гете
463. Філософія Середньовіччя
464. Наука про систему Землі[en]
465. Сленг
466. Інформатика
467. Комедії Шекспіра
468. Держава загального добробуту
469. Кристалографія
470. Астрофізика
471. БРІКС
472. Деколонізація
473. Сільське господарство
474. Комбінаторика
475. Підлітковий вік
476. Ізотопи
477. Савани
478. Старий Завіт як літературний твір
479. Гарлемський ренесанс
480. Вавилонія
481. Навчання
482. Громадське здоров'я
483. Індійське кіно
484. Державне управління
485. Молекулярна біологія
486. Кров
487. Коперник
488. Військова юстиція
489. Когнітивна нейронаука
490. Лейбніц
491. Війна та технології
492. Пандемії
493. Переклад
494. Сучасна Італія
495. Євгеніка
496. Старіння
497. Історія американців азійського походження[en]
498. Домівка
499. Кальвінізм
500. Вимірювання
501. Телескопи
502. Гірська порода
503. Банківська справа
504. Депресія
505. Поведінкова економіка
506. Погода
507. Сіонізм
508. Інтелектуальна власність
509. Промислова революція
510. Популізм
511. Вольтер
512. Гравітація
513. Поведінка тварин
514. Навігація
515. Габсбурзька імперія
516. Майбутнє
517. Циркадні ритми
518. Атмосфера
519. Нескінченність
520. Органічна хімія
521. Клінічна психологія
522. Трагедії Шекспіра[en]
523. Військова стратегія
524. Право Європейського Союзу
525. Багатомовність
526. Єврейська історія
527. Управління брендом
528. Біль
529. Океани
530. Утилітаризм
531. Масонство
532. Спадковість
533. Мислення та міркування
534. Сонети та поеми Шекспіра
535. Ссавці
536. Екологічне право
537. Проєкти
538. Сприйняття
539. Великі дані
540. Сучасна Індія
541. Дива
542. Аналітична філософія
543. Історія кіно
544. Імунна система
545. Університети та коледжі
546. Чернецтво
547. Озера
548. Елліністичний період
549. Історія фізики
550. Казка
551. Англійська мова
552. Філософія релігії
553. Організована злочинність
554. Ветеринарія
555. Прикладна математика
556. Порівняльне літературознавство
557. Розвиток
558. Антропоцен
559. Геноміка
560. Геофізика
561. Література корінних народів США
562. Південно-Східна Азія
563. Кримінологія
564. Історія військово-морських сил США
565. Демографія
566. Конституція США
567. Декаданс
568. Статевий добір
569. Священна Римська імперія
570. Стоїцизм
571. Бідність
572. Автобіографія
573. Синтетична біологія
574. Геологія
575. Штучний інтелект
576. Книга спільних молитов
577. Культурна історія США[en]
578. Аболіціонізм
579. Музична психологія
580. Святі
581. Африканська політика
582. Адам Сміт
583. Зледеніння
584. Типографія
585. Екологічна етика
586. Наполеон
587. Сучасна архітектура
588. Біометрія
589. Історія дитинства[en]
590. Хвилі
591. Клайв Стейплз Льюїс
592. Фінансова математика
593. Особистість
594. Чарлз Дікенс
595. Історія садів
596. Рептилії
597. Фільм-нуар
598. Гомер
599. Матерія
600. Читання
601. Концтабори
602. Методизм
603. Дислексія
604. Лев Толстой
605. Вимирання
606. Фізика
607. Версальський договір
608. Синестезія
609. Дипломатичні відносини США[en]
610. Секуляризм
611. Джеффрі Чосер
612. Нацистська Німеччина
613. Скептицизм
614. Поезія
615. Православне християнство
616. Естетика
617. Династія
618. Психопатія
619. Філософія біології
620. Електроенергетичні системи
621. Припливи та відпливи
622. Топологія
623. Забобони
624. Кантрі-музика
625. Корея
626. Тригонометрія
627. Нільс Бор
628. Альбер Камю
629. Федералізм
630. Повітряна війна
631. Відновлювальна енергія
632. Сухий закон
633. Авраамічні релігії
634. Системна біологія
635. Реконструкція Півдня
636. Теорія чисел
637. Запах
638. Сонце
639. Еміль Золя
640. Вогонь
641. Громадянська війна в США
642. Історія американського бізнесу[en]
643. Деменція
644. Канада
645. Французька філософія
646. Економіка Росії
647. Біогеографія
648. Гетто
649. Екологія
650. Джордж Бернард Шоу
651. Філософський метод[en]
652. М'яка речовина
653. Овідій
654. Сучасна Бразилія
655. Містобудування
656. Мая
657. Військова історія США
658. Монтень
659. Іслам за країнами
660. Вулкани
661. Ферменти
662. Ісламське право
663. Маркетинг
664. Чесноти
665. Війна та релігія
666. Південь США
667. Арбітраж
668. Філософія фізики
669. Релігія
670. Земноводні
671. Німе кіно
672. Творчість
673. Біженці
674. Біохімія
675. Самурай
676. Жах
677. Генрі Джеймс
678. Фізіологія людини
679. Антимонопольне законодавство
680. Habeas corpus
681. Богохульство
682. Єврейська література
683. Інтелектуальна історія США
684. Час
685. Джеймс Джойс
686. Діва Марія
687. Арктика
688. Оповідання
689. Пакистан
690. Американська поезія[en]
691. Філософія свідомості
692. Історія політичної думки[en]
693. Планетні системи
694. Джейн Остін
695. Геометрія
696. Джон Стюарт Мілл
697. Полігамія
698. Елізабет Бішоп
699. Управління персоналом
700. Мері Шеллі
701. Насильство
702. Трудове право
703. Когнітивно-поведінкова терапія
704. Теодор Адорно
705. Людвіг ван Бетховен
706. Спартанці
707. Євангельське християнство
708. Гідроаеромеханіка
709. Комахи
710. Музика та технологія[en]
711. Переговори
712. Зло
713. Судова система США[en]
714. Історія інформатики
715. Іван Павлов
716. Світова міфологія
717. Ганна Арендт
718. Теорема Геделя
719. Мікробіоми
720. Британський кінематограф
721. Ансельм Кентерберійський
722. Фізика конденсованих середовищ
723. Нанотехнології
724. Залежність
725. Другий Ватиканський собор
726. Передмістя
727. Суд присяжних
728. Японська література
729. Історія афроамериканців[en]
730. Рух за громадянські права
731. Наука Стародавньої Греції та Риму
732. Псевдонаука
733. Богема
734. Математичний аналіз
735. Історія емоцій
736. Авіценна
737. Інвазійні види
738. Збереження біорізноманіття
739. Вікторіанці
740. Горацій
741. Уява
742. Кінематограф Франції

## Видання українською
2020 року тернопільське видавництво «Навчальна книга — Богдан» розпочало видання українських перекладів книжок серії під назвою «Оксфордське коротке введення». На початок 2024 побачило світ 6 україномовних видань серії: «Галілей» (№ 44), «Декарт» (№ 30), «Арістотель» (№ 32), «Ньютон» (№ 158), «Наука і релігія» (№ 189), «Наукова революція» (№ 266). Переклад усіх видань виконав Василь Тадеєв.